# 李瑞佑
李瑞佑（？—），中华人民共和国外交官，曾任中华人民共和国驻巴布亚新几内亚独立国特命全权大使。